# Min stulna revolution
Min stulna revolution är en norsk-svensk-brittisk dokumentärfilm från 2013 i regi av Nahid Persson Sarvestani.
Filmen skildrar regissörens sökande efter sina politiskt aktiva vänner som fängslades och torterades av den islamistiska regimen efter den Iranska revolutionen. Den producerades av Persson Sarvestani och fotades av Makan Ebrahimi-Rahamti och Nicklas Karpaty. Den hade premiär den 1 februari 2013 på Göteborgs filmfestival och visades i mars samma år på Tempo dokumentärfestival. Den hade biopremiär den 18 oktober 2013.
Vid Tempo dokumentärfestival fick den ett hedersomnämnande.